# Petuchovskij rajon
Il Petuchovskij rajon (in russo Петуховский район?) è un rajon dell'Oblast' di Kurgan, nel Bassopiano della Siberia occidentale; il capoluogo è Petuchovo. Istituito nel 1924, ricopre una superficie di 2.780 chilometri quadrati.